# Pravljica o povodnem možu
Pravljica o povodnem možu je slovenska ljudska pravljica, ki izhaja iz Prekmurja. To pomeni,da se je pravljica prenašala iz roda v rod in je v različnih pokrajinah dobivala drugačne detaile. Izšla je v zbirki Babica pripoveduje, zapisala pa jo je Jelena Žoekševa. Govori pa o tem kako je deček padel v potok, kjer pa ga najde povodni mož in ga odpelje v svoje podvodno kraljestvo.

## Max Luther: Model ljudske pravljice
Za ljudske pravljice je zančilen tipičen začetek in tipičen konec. 
Po navadi se začnejo npr.živel je....,nekoč pred davnimi časi..., in potem so živeli srečno do konca svojih dni.
Dogajalni čas in  prostor največkrat nista znana. Prav tako se v ljudskih pripovedkah plepleta črno-bela tematika,dober-hudoben, reven-bogat,..
Pogosti so tudi tipični rekviziti; to so po navadi čarobni/čudežni predmeti ter samoumevnost dogodkov: povodni mož,volk,kača,jež,... 
Veliko pa je tudi ponavljanj: trikrat, tri sestre,...

## Kratka vsebina
Živel je deček, ki se je zelo rad kopal. Tudi ko je nekega dne bilo hudo neurje se ni mogel zadržati doma in je pohitel k reki. Na bregu se je slekel, a  voda je bila prevelika in ga je odnesla. Jokal je na ves glas, da ga je slišal povodni mož.
Sklenil je, da ga reši in odnese v svoje kraljestvo, na dnu reke. Položil, ga je v stekleno sobo,in čakal da se zbudi.
Deček se je prebudil ter zagledal mizico,igračke, vse iz stekla. Pričel se je igrati, a ga je kmalu popadla žalost in pričel je jokati. Podvodni mož ga je vprašal po čem joče, deček pa mu je rekel, da pogreša dom. Podvodno bitje ni razumelo čemu,saj ima tu vse kar potrebuje. Ko je deček zaspal, ga je prenesel v srebrno sobo. Okoli dečka so stale igračke in mizica, vse iz čistega srebra. Tudi to dečku ni moglo nadomestiti želje, da bi znova ugledal bratca in sestrico. Povodni mož ga je zato znova v spanju prenesel v naslednjo sobo narejeno iz čistega zlata. Po dolgem igranju se je dečku stožilo pa materi in očetu, to pa je v povodnem možu vzbudilo jezo. Ni mogel razumeti kako mu lahko družina pomeni več kot vse njegovo bogastvo. Šel je in pobral vse bisere in dragulje z rečnega dna ter z njimi zasipal dečka. Ta pa mu je odvrnil:"Zaman si prizadevaš, da bi našel ceno,mojemu očetu in materi.Dražja sta mi od zlata in biserov, dražja kot ves svet." Povodni mož je počakal, da je deček zaspal ter ga odnesel nazaj na breg, žepe pa mu je napolnil z biseri in dragulji. Ko se je deček prebudil in opazil polne žepe je spoznal, da ni sanjal in pohitel je domov. Družina si je zgradila novo hišo in pregnala revščino daleč proč od svojega praga.
Povodni mož se je žalosten vrnil v svoje kraljestvo, z mislijo, da hrani največje zaklade sveta, a je spoznal, da so še večje dragocenosti, kot so oče, mati, brat, sestra. To ga je zelo užalostilo in pričel je 3 dni neprestano jokati. Nato se je napotil v svoje kraljestvo, da najde še neodkrite dragocenosti, ki bi ga spravile v dobro voljo.
Deček pa se je še vedno hodil kopat v reko, vendar se je zadrževal samo v plitvini, kamor povodni mož ni zahajal.

## Liki
V pripovedki imamo dva glavna lika: dečka in povodnega moža.
Povodni mož ima nekakšno vlogo junaka, saj v narasli reki reši utapljajočega se dečka. Odpelje ga v svoje kraljstvo, kjer mu bo krajšal čas. Dečka ima zelo rad in mu je pripravljen v vsem ugoditi,(steklena,srebrna in zlata soba). Povodni mož do dečka goji čustva, ki so skoraj na ravni očetovske ljubezni.
Poznamo povodne može, ki so dobri in hudobni. Naš povodni mož se takoj ob pogledu na nemočno otroško telesce spreobrne. Prej je vsakogar, ki je padel v vodo utopil, saj ni hotel, da bi kdo živ prišel v njegovo kraljestvo.
Ob pogledu na dečka pa se odloči da ga bo rešil in odpeljal v podvodno kraljestvo.
Deček v pravljici dobi večji pomen v vodnem svetu, kjer nikakor ni zadovoljen s ponujenim bogastvom. Več kot vse to mu pomeni dom in družina, čeprav bi ga življenje v globini lahko pripeljalo na boljša pota.

## Analiza pravljice
Pravljica ima nekatere tipične značilnosti ljudskih pravljic. Književni čas in prostor dogajanja nista točno določena (za prostor je napisano samo da se dogaja ob narasli reki, na koncu pa izvemo, da naj bi bil natančnejši prostor Martinjak).
Književne osebe niso poimenovane,prikazane so samo njihove funkcije (oče,mati, brat,sestra);to so tudi stranske osebe v tej pravljici. Pojavi se tudi oseba iz podvodnega sveta, ki je imenovana po funkciji Povodni mož. Pravljica ima tipičen konec, ko dobro zmaga nad slabim, povodni mož dečka vrne na obrežje in mu žepe napolni z dragulji, ki jih odnese domov in družina  živi srečno do konca svojih dni. Povodni mož predstavlja dobro, saj reši dečka pred utopitvijo, ter mu z vrnitvijo v stvarno življenje podari novo, drugačno in bogatejše življenje.

## Interpretacija dela
Interpretacija književnega dela po Vladimirju J. Proppu: 
Izhodišče pravljice je življenje dečka, ki se je zelo rad kopal,vendar pa nekega dne naleti na naraslo reko, ki ga pogoltne vase. Nato pride junak, v našem primeru povodni mož, ki želi obstoječo situacijo spremeniti. Deček se mu zasmili in odpelje ga v svoje kraljstvo.Tam mu nudi vse,a deček z ničemer ni zadovoljen. Njegove želje po ponovnem snidenju z družino ne more nadomestiti steklo, srebro, čisto zlato in vsi podvodni biseri.Za povodnega moža bi lahko rekli,da je tudi čudežni pomočnik ki se v pravljico vključi kot dar, saj z njegovo pomočjo deček preživi. Pokaže tudi čustveno plat, saj dečka vrne na breg,v žepih pa mu pusti dragulje,ki dečku in družini omogočijo popolnoma novo, drugačno življenje.

## Izdaje
- Babica pripoveduje,slovenske ljudske pripovedi (1980): Pravlijca o povodnem možu, Mladinska knjiga, Ljubljana
- France Prešern,Poezije: Povodni mož (1846)